# Abdelhak Nouri
Abdelhak ("Appie") Nouri (Amsterdam, 2 april 1997) is een voormalig Marokkaans-Nederlands profvoetballer die doorgaans als middenvelder speelde en bij Ajax onder contract stond. Hij ontving de Gouden Stier voor beste voetballer van de Eerste divisie in het seizoen 2016/17. Op 8 juli 2017 liep hij na een hartstilstand tijdens een oefenwedstrijd ernstige en blijvende hersenschade op.

## Biografie

### Jeugd
Nouri komt uit een hecht gezin met zeven kinderen. Zijn vader Mohammed kwam in 1990 uit de stad Fez in Marokko naar Nederland om informatica te studeren. Om zijn studie te bekostigen nam hij een baan in een Islamitische slagerij aan de Haarlemmerdijk in Amsterdam, die hij later overnam. Zijn moeder was als kind vanuit Marokko naar Nederland gekomen. Zij ontmoetten elkaar in Amsterdam en vestigden zich na hun huwelijk uiteindelijk in een vierkamerappartement in de wijk Geuzenveld.
In 1997 werd hier Abdelhak Nouri geboren als derde kind in het gezin. Hij groeide op in de wijk Geuzenveld en viel al jong op wegens zijn leiderschapskwaliteiten. Nouri had ook van jongs af aan al een voorliefde voor voetbal. Toen hij vijf jaar was, kreeg hij van de trainer toestemming om deel te nemen aan de trainingen van SC Eendracht '82, waar zijn oudere broers speelden. Hoewel hij vanwege zijn leeftijd geen wedstrijden mocht spelen, viel hij zoveel op dat hij nog voor hij officieel voor Eendracht had kunnen uitkomen, gevraagd werd door RKSV DCG. Ook daar bleef zijn talent niet onopgemerkt en in 2004 stapte hij over naar AFC Ajax.

### Voetballer voor Ajax
Op zijn zevende begon Nouri bij de jeugdopleiding van AFC Ajax en hij doorliep alle jeugdelftallen. Nouri werd als A-junior gezien als een van de grootste talenten uit de jeugdopleiding van Ajax. Al op dertienjarige leeftijd werd hij in de krant Het Parool door columnist Henk Spaan geroemd om zijn voetbalkwaliteiten. Hij werd in 2012 verkozen tot beste speler van het Marveldtoernooi. In april 2014 werd hij uitgeroepen tot beste speler van de Future Cup.
In de winterstop van het seizoen 2014/15 mocht Nouri samen met Donny van de Beek en keeper Indy Groothuizen met het eerste elftal mee op trainingskamp naar Qatar. Daarna trainde hij regelmatig met het eerste elftal van Frank de Boer mee. Tijdens het trainingskamp verlengde de middenvelder zijn verbintenis tot medio 2018. Ook werd Nouri dat jaar opgenomen in de lijst van de Britse krant The Guardian als een van de 40 grootste voetbaltalenten geboren in het jaar 1997.
Op 13 maart 2015 maakte Nouri zijn professionele debuut voor Jong Ajax in de Eerste divisie. In de uitwedstrijd tegen VVV-Venlo, die met 1-0 werd verloren, kwam Nouri na 78 minuten in het veld voor Danny Bakker. Een halfjaar na zijn debuut verlengde hij samen met Donny van de Beek en Václav Černý zijn contract tot medio 2020.
Tijdens de winterstop in januari 2016 mocht Nouri opnieuw met het eerste elftal mee op trainingskamp, ditmaal naar Belek in Turkije. Tijdens dit trainingskamp maakte hij op 9 januari 2016 zijn officieuze debuut in het eerste elftal van Ajax in een vriendschappelijk duel met Hamburger SV. Nouri kwam in de 78e minuut in de ploeg voor Amin Younes. De wedstrijd werd met 1-3 gewonnen door Ajax. Hierna sloot hij zich weer aan bij de selectie van Jong Ajax, waarvoor hij op 22 april 2016 in het uitduel met FC Volendam zijn eerste doelpunt in het betaald voetbal maakte.
Ajax-coach Peter Bosz, die Frank de Boer in de zomer van 2016 vervangen had, haalde Nouri tijdens de voorbereiding op het seizoen bij de A-selectie. Hoewel Nouri officieel nog tot de selectie van Jong Ajax behoorde, werd hij wel steeds vaker opgeroepen voor het eerste. Bosz nam hem op 21 september 2016 op in de wedstrijdselectie voor een KNVB beker-wedstrijd tegen Willem II. Nouri maakte tijdens deze bekerwedstrijd, die Ajax met 5-0 wist te winnen, zijn officiële debuut in de hoofdmacht. Hij kwam na 73 minuten spelen in het veld voor Hakim Ziyech. Vlak voor tijd maakte hij zijn eerste doelpunt voor Ajax uit een directe vrije trap die hij zelf kreeg. Hoewel hij maar kort speelde, waren de recensies lovend. Nouri koos zelf voor rugnummer 34, omdat hij naar eigen zeggen Ajax aan zijn 34ste landstitel wil helpen. Nouri debuteerde op 24 november 2016 in de UEFA Europa League, tijdens een met 2-0 gewonnen wedstrijd thuis tegen Panathinaikos FC.
Onder Bosz kwam Nouri tot negen wedstrijden in het eerste elftal. De meeste indruk maakte hij dat seizoen bij Jong Ajax in de eerste divisie, waar Marcel Keizer trainer was. Nouri speelde 26 wedstrijden en maakte daarin 10 doelpunten en 11 assists. In oktober 2016 kreeg hij de Bronzen Stier voor beste voetballer in de eerste divisie over de eerste periode. In mei won hij daarbij de Gouden Stier voor beste voetballer van de Eerste divisie in het seizoen 2016/17.
In de zomer van 2017 ontstond er een vertrouwensbreuk tussen Ajax en Peter Bosz, waarna deze vervangen werd door Jong Ajax-coach Keizer. Keizer had voor Nouri een rol in het eerste elftal in gedachten.

### Hartstilstand en hersenschade
Op 8 juli 2017, enkele dagen na de start van de voorbereiding, verloor Nouri, tijdens een oefenwedstrijd in het Oostenrijkse Zillertal tegen Werder Bremen, op het veld van het Lindenstadion plotseling zijn bewustzijn. Hij werd minutenlang gereanimeerd, waarna hij per traumahelikopter naar het bijna zeventig kilometer verderop gelegen universiteitsziekenhuis in Innsbruck werd vervoerd. Tegen de avond werd Nouri kunstmatig in slaap gehouden in een poging om zijn herstel te bespoedigen; hij was toen buiten levensgevaar. Ajax liet in eerste instantie weten dat Nouri last zou hebben van hartritmestoornissen.
Enkele dagen later bleek uit onderzoeken dat Nouri ernstige en blijvende hersenschade had opgelopen als gevolg van te weinig zuurstoftoevoer tijdens zijn hartstilstand. Een groot deel van zijn hersenen functioneerde niet meer en de kans op herstel werd "nihil" geacht.

### Reacties en steunbetuigingen
Op 14 juli 2017 kwamen een grote schare supporters en de voltallige selectie van Ajax bijeen bij de woning van Nouri en vervolgens bij het vlakbij gelegen Nigel de Jongplein in Geuzenveld, waar Nouri altijd voetbalde, om steun te betuigen aan Nouri en zijn naaste familieleden. Een foto die van deze bijeenkomst genomen werd door sportfotograaf Stanley Gontha, met de vader van Nouri staande in het schuifdak van een voorbijrijdende auto, werd kort daarna gekocht door het Amsterdam Museum. Op 15 juli 2017 speelde landskampioen Feyenoord een oefenwedstrijd tegen SDC Putten. De Feyenoord-spelers kwamen het veld op in een voetbalshirt met een afbeelding van Nouri en de tekst #StayStrongAppie, die ook op sociale media veelvoudig gebruikt werd. In de 34ste minuut werd de wedstrijd stilgelegd en werd er een minuut lang voor Nouri geapplaudisseerd. Een dag later, tijdens de openingswedstrijd van het EK-vrouwenvoetbal in Stadion Galgenwaard in Utrecht, werd in de 34ste minuut eveneens een minuut lang voor Nouri geklapt. Dezelfde maand schilderde straatkunstenaar Ives One een afbeelding van Nouri op een buitenmuur van de voormalige NDSM-werf in Amsterdam. Op 25 juli 2017 werd door Ajax meegedeeld dat Nouri zelfstandig ademde en al enige tijd niet meer in een kunstmatige coma werd gehouden. Alle spelers van OGC Nice droegen de dag erna tijdens de warming-up van het voorronde Champions League-duel tegen Ajax een wit shirt met als opschrift Stay Strong Appie. Bij de bekendmaking van de rugnummers voor het seizoen 2017/18 behield Nouri zijn rugnummer 34. Op 2 augustus 2017, bij de returnwedstrijd tegen OGC Nice, waren aan de buitenkant van het stadion grote spandoeken uitgerold met afdrukken van Nouri. Vooraf aan de wedstrijd werd over de hoofden van de toeschouwers eveneens een groot spandoek uitgerold met een beeltenis van de Nederlands-Marokkaanse voetballer. In de 34ste minuut werd de wedstrijd even stilgelegd om het publiek gelegenheid te geven voor Nouri te applaudisseren. Op 12 augustus, in de eerste wedstrijd van het Eredivisie-seizoen, werd in de uitwedstrijd van Ajax tegen Heracles Almelo opnieuw in de 34ste minuut voor Nouri geklapt.

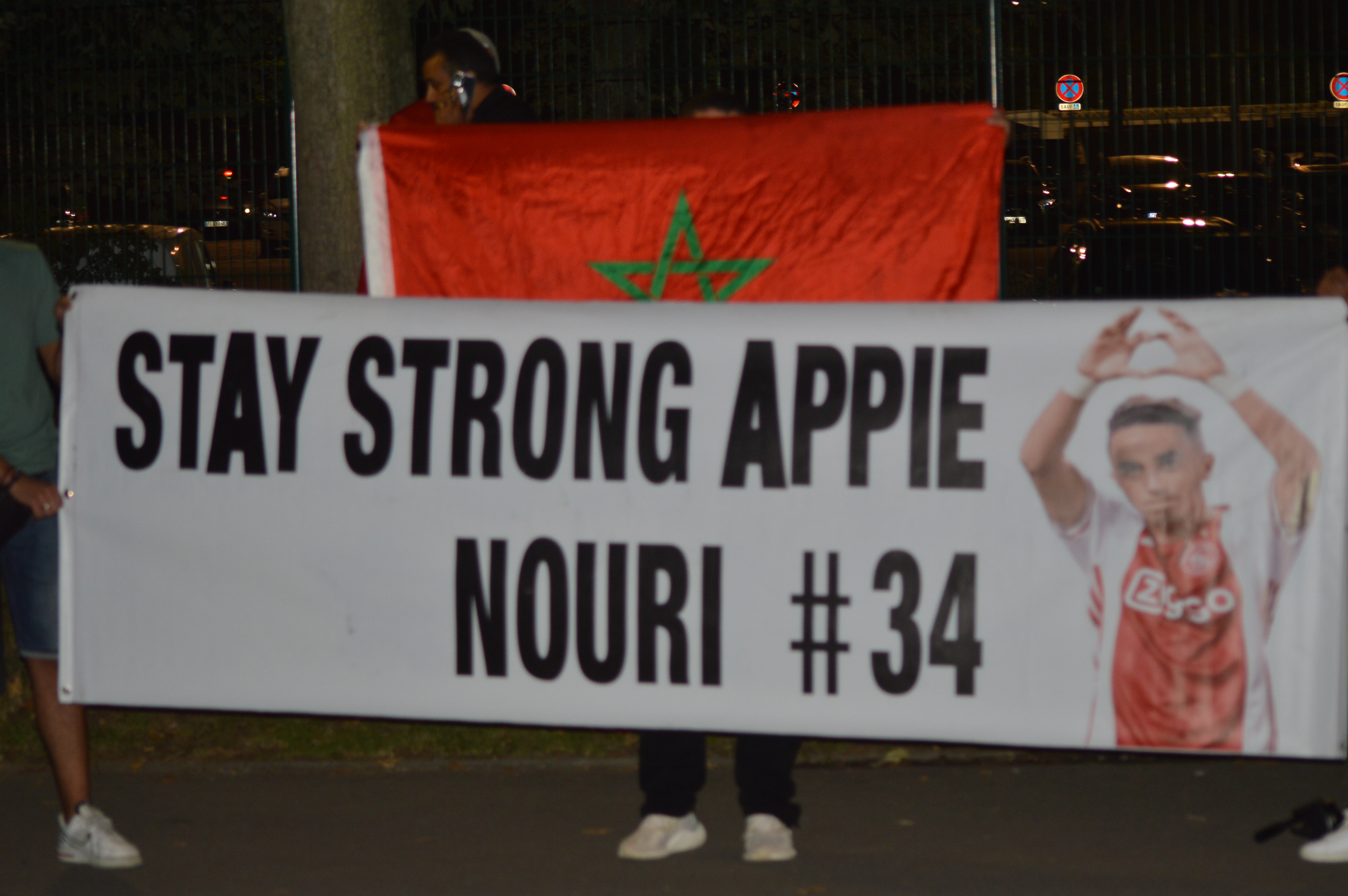
Spandoek als eerbetoon aan Abdelhak Nouri in Frankrijk in 2023.

Ajax kende dat seizoen een slechte start. Trainer Marcel Keizer, die nog voor kerst vervangen werd door Erik ten Hag verwees hierbij meermaals op de indruk die het ongeluk van Nouri had gemaakt op zichzelf en de selectie.
Op 5 mei 2018 maakte de familie bekend Nouri nog immer in een lage staat van bewustzijn was, waarin hij wel met zijn ogen knipperde en kon glimlachen, maar niet aanspreekbaar was. Op 7 juni 2018 maakte Ajax bekend de prijs voor het grootste talent uit de jeugdopleiding van de club te vernoemen naar Nouri. De eerste Nouri-trofee werd door Donny van de Beek overhandigd aan Ryan Gravenberch, in het bijzijn van de broer en vader van Nouri.
Ajax droeg in mei 2019 de 34e landstitel op aan Abdelhak Nouri, die nog onder contract stond bij de club en vermeld stond bij de selectie van het eerste team. De selectie droeg speciale shirts met nummer 34 en de vader en de broer van Nouri werden betrokken bij de huldiging op het Museumplein. Voor het seizoen 2019/20 vermeldde Ajax Nouri niet meer als lid van de selectie van het eerste team maar hield hij wel het rugnummer 34. Per 1 juli 2020 liep zijn contract bij Ajax formeel af.
Op het WK 2022 in Qatar brachten de internationals van Marokko een eerbetoon aan Nouri, nadat in de achtste finales grootmacht Spanje was uitgeschakeld. In de kleedkamer hield Sofyan Amrabat een shirt van Nouri in de lucht, terwijl de rest van de selectie zijn naam scandeerde.
Juridische nasleep
Enkele maanden na het drama rond Nouri rezen er vragen over het handelen van de medische staf ter plaatse. Eind 2017 uitten vijf onafhankelijk door dagblad de Volkskrant gepolste medisch specialisten twijfels of Nouri op het veld wel op de juiste wijze behandeld werd. In een reactie zei Ajax dat Nouri op het veld behandeld werd volgens de ATLS-criteria (Advanced Trauma Life Support), onderdeel van het Football Doctor Education Programme van de UEFA. Op 5 januari 2018 meldde dagblad NRC dat bij de KNVB al sinds 2014 bekend was dat Nouri een hartkwaal had. Deze hartkwaal werd vastgesteld tijdens een echocardiogram dat gemaakt werd toen Nouri uitkwam voor een Nederlands jeugdelftal. Deze informatie zou volgens de familie wel met de club, maar niet met hen zijn gedeeld. In reactie hierop liet de familie van Nouri weten tevens vragen te stellen bij het medisch handelen op het veld en meldde een letseladvocaat in de arm te hebben genomen.
Op 4 juni 2018 maakte de familie van Nouri bekend de arbitragecommissie van de KNVB in te schakelen om de verantwoordelijkheid en aansprakelijkheid van Ajax voor het letsel dat Nouri door slechte behandeling zou zijn opgelopen vast te stellen. Contractueel was het niet mogelijk de zaak bij de gewone rechter aanhangig te maken, tenzij de commissie zichzelf onbevoegd verklaarde. Tegen een dergelijke uitspraak van de commissie zou ook geen beroep mogelijk zijn. Ajax maakte direct op basis van hun adviseurs bekend de aansprakelijkheid van de hand te wijzen. Wel gaf de club aan een eventueel negatieve uitkomst van de zaak te respecteren. Op 16 juni gaf Ajax-voorzitter Edwin van der Sar in een column in De Telegraaf aan dat hij het onterecht vond hoe de fysiotherapeut en teamarts van de club, die aanwezig waren bij de behandeling van Nouri, in de media werden neergezet.
Op 25 juni 2018 nam Ajax, bij monde van algemeen directeur Van der Sar, volledige aansprakelijkheid op zich. Ajax baseerde de ommezwaai op een nieuw onderzoek door twee vooraanstaande cardiologen, dat deels werd gebaseerd op bij de club nieuw bekende feiten. Ajax erkende in een persverklaring dat de behandeling op het veld niet adequaat was. Cruciaal noemde Van der Sar hierbij een foto van Nouri, die kort na het ineenzakken genomen werd en die eerder bij de club niet bekend was. De cardiologen constateerden dat de focus van de behandeling te lang gericht was op het vrijmaken van de ademweg en dat er eerder gekeken had moeten worden naar Nouri's hartcirculatie. Tevens werd de uiteindelijk wel aanwezige defibrillator te laat ingezet; als dat eerder was gebeurd had hersenschade mogelijk voorkomen kunnen worden. Het onderzoek zette tevens vraagtekens bij de verklaring dat Nouri nog een werkende bloedcirculatie had, na het ineenzakken op het veld. Tevens bood Van der Sar zijn excuses aan aan de familie van Nouri. De familie van Nouri gaf in reactie aan blij te zijn met de erkenning, maar zei erbij dat ze graag hadden gezien dat Ajax toegegeven had dat het vanaf het begin een verkeerd standpunt had ingenomen.
In februari 2022 schikte Ajax met de familie van Nouri. Overeen werd gekomen dat Ajax een nettobedrag van 7.850.000 euro zou overmaken aan de familie Nouri. Ook zou de voetbalclub alle verpleegkosten dragen, vanaf 2017 en die in de toekomst.

### Verzorging
Op 26 maart 2020 wijdde De Wereld Draait Door een volledige uitzending aan Nouri. In de uitzending vertelde zijn familie dat Nouri ontwaakt was uit zijn coma en momenten van slaap en wakker zijn kende. Nouri was ontslagen uit het ziekenhuis en werd thuis verzorgd. Hij was bedlegerig en kon zich niet bewegen, maar soms waren er momenten van communicatie mogelijk waarbij Nouri zich uitte via zijn wenkbrauwen.

## Clubstatistieken
Beloften
| Seizoen | Club      |                    | Competitie     | Competitie | Competitie |
| Seizoen | Club      | Wed.               | Competitie     | Dlp.       |            |
| ------- | --------- | ------------------ | -------------- | ---------- | ---------- |
| 2014/15 | Jong Ajax | Vlag van Nederland | Eerste divisie | 2          | 0          |
| 2015/16 | Jong Ajax | Vlag van Nederland | Eerste divisie | 17         | 1          |
| 2016/17 | Jong Ajax | Vlag van Nederland | Eerste divisie | 26         | 10         |
| Totaal  | Totaal    | Totaal             | Totaal         | 45         | 11         |

Bijgewerkt tot en met 8 juli 2017
Senioren
| Seizoen         | Club            | Land               | Competitie      | Competitie | Competitie | Beker | Beker | Internationaal | Internationaal | Overig | Overig | Totaal | Totaal |
| Seizoen         | Club            | Land               | Competitie      | Wed.       | Dlp.       | Wed.  | Dlp.  | Wed.           | Dlp.           | Wed.   | Dlp.   | Wed.   | Dlp.   |
| --------------- | --------------- | ------------------ | --------------- | ---------- | ---------- | ----- | ----- | -------------- | -------------- | ------ | ------ | ------ | ------ |
| 2016/17         | Ajax            | Vlag van Nederland | Eredivisie      | 9          | 0          | 3     | 1     | 3              | 0              | —      | —      | 15     | 1      |
| Club totaal     | Club totaal     | Club totaal        | Club totaal     | 9          | 0          | 3     | 1     | 3              | 0              | 0      | 0      | 15     | 1      |
| Carrière totaal | Carrière totaal | Carrière totaal    | Carrière totaal | 9          | 0          | 3     | 1     | 3              | 0              | 0      | 0      | 15     | 1      |

Bijgewerkt tot en met 8 juli 2017 

## Interlandcarrière

### Jeugdelftallen
Nouri begon als jeugdinternational bij het Nederlands elftal onder 15 jaar. Voor dit team debuteerde hij op 17 april 2012. Op die dag werd met 3–0 gewonnen van de leeftijdsgenoten uit Luxemburg. Nouri had met twee doelpunten een grote bijdrage aan de overwinning. Hij speelde vervolgens vijf wedstrijden mee bij Nederland onder 16 jaar, waarna hij tijdens het 4-landentoernooi in Duitsland mocht debuteren voor Nederland –17. In de openingswedstrijd tegen Israël onder 17, die met 3–2 werd gewonnen, begon Nouri in de basis en opende hij na 20 minuten spelen de score. Nouri kwalificeerde zich met Nederland voor het EK onder 17 in Malta. Op dat EK bereikte Nederland de finale waarin het met 1–1 gelijkspeelde tegen Engeland, maar verloor uiteindelijk op penalty's. Na dit EK speelde Nouri één interland voor Nederland –18.
Nouri maakte vervolgens tijdens de EK-kwalificatiewedstrijd tegen Andorra onder 19 zijn debuut voor Nederland –19. De eerste wedstrijd in de kwalificatie voor het EK 2015 in Griekenland werd overtuigend met 7–0 gewonnen. Nouri was in deze wedstrijd goed voor twee doelpunten. Nouri werd door Aron Winter opgenomen in de selectie voor het EK onder 19 in Griekenland. Hij werd tevens aangewezen als aanvoerder. Het jaar daarna kwalificeerde Nouri zich met Nederland opnieuw voor het EK onder 19. Ditmaal werd het EK gehouden in Duitsland. Op dit EK werd Nouri opnieuw aangewezen als aanvoerder. Nederland werd opnieuw in de groepsfase uitgeschakeld. Ook de play-off wedstrijd tegen het gastland Duitsland voor kwalificatie voor het wereldkampioenschap onder 20 in 2017 werd door Nederland met penalty's verloren, nadat er na 120 speelminuten een 3–3-gelijkspel op het scorebord genoteerd stond. Nouri was in deze play-off wedstrijd wel trefzeker, net als in het duel met Frankrijk in de groepsfase.
| Jeugdinterlands van Abdelhak Nouri | Jeugdinterlands van Abdelhak Nouri | Jeugdinterlands van Abdelhak Nouri | Jeugdinterlands van Abdelhak Nouri | Jeugdinterlands van Abdelhak Nouri | Jeugdinterlands van Abdelhak Nouri |
| Team (№ interlands)                | Datum                              | Wedstrijd                          | Uitslag                            | Soort wedstrijd                    | Doelpunten                         |
| Als speler bij Ajax                | Als speler bij Ajax                | Als speler bij Ajax                | Als speler bij Ajax                | Als speler bij Ajax                | Als speler bij Ajax                |
| ---------------------------------- | ---------------------------------- | ---------------------------------- | ---------------------------------- | ---------------------------------- | ---------------------------------- |
| Onder 15 (1)                       | 17 april 2012                      | Luxemburg - Nederland              | 0 – 3                              | Vriendschappelijk                  | 43', 50'                           |
| Onder 15 (2)                       | 19 april 2012                      | Luxemburg - Nederland              | 0 – 4                              | Vriendschappelijk                  | 64'                                |
| Onder 15 (3)                       | 22 mei 2012                        | Duitsland - Nederland              | 3 – 1                              | Vriendschappelijk                  |                                    |
| Onder 15 (4)                       | 24 mei 2012                        | Duitsland - Nederland              | 3 – 2                              | Vriendschappelijk                  |                                    |
| Onder 16 (1)                       | 30 oktober 2012                    | Nederland - Kroatië                | 1 – 1                              | Tournoi Val de Marne 2012          |                                    |
| Onder 16 (2)                       | 1 november 2012                    | Noorwegen - Nederland              | 1 – 6                              | Tournoi Val de Marne 2012          | 4'                                 |
| Onder 16 (3)                       | 3 november 2012                    | Frankrijk - Nederland              | 1 – 0                              | Tournoi Val de Marne 2012          |                                    |
| Onder 16 (4)                       | 9 februari 2013                    | Nederland - Oostenrijk             | 1 – 1                              | UEFA Development Tournament '13    |                                    |
| Onder 16 (5)                       | 10 februari 2013                   | Schotland - Nederland              | 0 – 3                              | UEFA Development Tournament 2013   |                                    |
| Onder 17 (1)                       | 13 september 2013                  | Nederland - Israël                 | 3 – 2                              | 4-landentoernooi Duitsland 2013    | 18'                                |
| Onder 17 (2)                       | 16 september 2013                  | Italië - Nederland                 | 4 – 1                              | 4-landentoernooi Duitsland 2013    |                                    |
| Onder 17 (3)                       | 17 oktober 2013                    | Nederland - Faeröer                | 4 – 0                              | EK-kwalificatie 2014               | 54'                                |
| Onder 17 (4)                       | 19 oktober 2013                    | San Marino - Nederland             | 0 – 12                             | EK-kwalificatie 2014               | 25'                                |
| Onder 17 (5)                       | 22 oktober 2013                    | Nederland - Georgië                | 1 – 0                              | EK-kwalificatie 2014               |                                    |
| Onder 17 (6)                       | 26 februari 2014                   | Engeland - Nederland               | 2 – 0                              | 4-landentoernooi Portugal 2014     |                                    |
| Onder 17 (7)                       | 2 maart 2014                       | Portugal - Nederland               | 2 – 2                              | 4-landentoernooi Portugal 2014     |                                    |
| Onder 17 (8)                       | 20 maart 2014                      | Nederland - Oostenrijk             | 2 – 1                              | EK-kwalificatie 2014               |                                    |
| Onder 17 (9)                       | 22 maart 2014                      | Nederland - Zweden                 | 2 – 0                              | EK-kwalificatie 2014               |                                    |
| Onder 17 (10)                      | 9 mei 2014                         | Nederland - Turkije                | 3 – 2                              | EK 2014 groepsfase                 | 69'                                |
| Onder 17 (11)                      | 12 mei 2014                        | Malta - Nederland                  | 2 – 5                              | EK 2014 groepsfase                 |                                    |
| Onder 17 (12)                      | 15 mei 2014                        | Engeland - Nederland               | 0 – 2                              | EK 2014 groepsfase                 |                                    |
| Onder 17 (13)                      | 18 mei 2014                        | Nederland - Schotland              | 5 – 0                              | EK 2014 halve finale               | 38'                                |
| Onder 17 (14)                      | 21 mei 2014                        | Nederland - Engeland               | 1 – 4                              | EK 2014 finale                     |                                    |
| Onder 18 (1)                       | 5 september 2014                   | Engeland - Nederland               | 3 – 1                              | Vriendschappelijk                  |                                    |
| Onder 19 (1)                       | 9 oktober 2014                     | Nederland - Andorra                | 7 – 0                              | EK-kwalificatie 2015               | 32', 73'                           |
| Onder 19 (2)                       | 11 oktober 2014                    | Nederland - Moldavië               | 3 – 0                              | EK-kwalificatie 2015               |                                    |
| Onder 19 (3)                       | 14 oktober 2014                    | Polen - Nederland                  | 1 – 2                              | EK-kwalificatie 2015               | 44'                                |
| Onder 19 (4)                       | 26 maart 2015                      | Nederland - Servië                 | 1 – 0                              | EK-kwalificatie 2015               |                                    |
| Onder 19 (5)                       | 28 maart 2015                      | Nederland - Noorwegen              | 1 – 1                              | EK-kwalificatie 2015               |                                    |
| Onder 19 (6)                       | 31 maart 2015                      | Zwitserland - Nederland            | 0 – 4                              | EK-kwalificatie 2015               | 41', 82'                           |
| Onder 19 (7)                       | 7 juli 2015                        | Nederland - Rusland                | 1 – 0                              | EK 2015 groepsfase                 |                                    |
| Onder 19 (8)                       | 10 juli 2015                       | Duitsland - Nederland              | 1 – 0                              | EK 2015 groepsfase                 |                                    |
| Onder 19 (9)                       | 13 juli 2015                       | Spanje - Nederland                 | 1 – 1                              | EK 2015 groepsfase                 |                                    |
| Onder 19 (10)                      | 3 september 2015                   | Nederland - Italië                 | 0 – 0                              | Vriendschappelijk                  |                                    |
| Onder 19 (11)                      | 7 september 2015                   | Nederland - Duitsland              | 1 – 2                              | Vriendschappelijk                  |                                    |
| Onder 19 (12)                      | 7 oktober 2015                     | Nederland - Gibraltar              | 9 – 0                              | EK-kwalificatie 2016               | 79'                                |
| Onder 19 (13)                      | 9 oktober 2015                     | Nederland - Liechtenstein          | 2 – 0                              | EK-kwalificatie 2016               |                                    |
| Onder 19 (14)                      | 12 oktober 2015                    | Frankrijk - Nederland              | 1 – 1                              | EK-kwalificatie 2016               |                                    |
| Onder 19 (15)                      | 12 november 2015                   | Nederland - Engeland               | 2 – 2                              | Vriendschappelijk                  |                                    |
| Onder 19 (16)                      | 16 november 2015                   | Tsjechië - Nederland               | 2 – 4                              | Vriendschappelijk                  |                                    |
| Onder 19 (17)                      | 24 maart 2016                      | Nederland - Oekraïne               | 3 – 2                              | EK-kwalificatie 2016               | 71'                                |
| Onder 19 (18)                      | 26 maart 2016                      | Nederland - Noord-Ierland          | 1 – 0                              | EK-kwalificatie 2016               |                                    |
| Onder 19 (19)                      | 29 maart 2016                      | Polen - Nederland                  | 0 – 0                              | EK-kwalificatie 2016               |                                    |
| Onder 19 (20)                      | 12 juli 2016                       | Kroatië - Nederland                | 1 – 3                              | EK 2016 groepsfase                 |                                    |
| Onder 19 (21)                      | 15 juli 2016                       | Nederland - Engeland               | 1 – 2                              | EK 2016 groepsfase                 |                                    |
| Onder 19 (22)                      | 18 juli 2016                       | Nederland - Frankrijk              | 1 – 5                              | EK 2016 groepsfase                 | 36'                                |
| Onder 19 (23)                      | 21 juli 2016                       | Duitsland - Nederland              | 3 – 3 (5 – 4 wns)                  | Play-off WK 2017                   | 81'                                |
| Onder 20 (1)                       | 1 september 2016                   | Nederland – Tsjechië               | 4 – 1                              | Vriendschappelijk                  |                                    |
| Onder 20 (2)                       | 4 september 2016                   | Nederland – Tsjechië               | 1 – 1                              | Vriendschappelijk                  |                                    |

## Erelijst
Met  Nederland onder 17
| Toernooi               | Aantal | Jaren |
| ---------------------- | ------ | ----- |
| Europees kampioenschap | 1x     | 2014  |

Met  Ajax (officieel opgenomen als lid selectie)
| Eredivisie | 1x | 2018/19 |
| KNVB beker | 1x | 2018/19 |